# Аквесасне
Аквесасне (Akwesasne) — самоуправляемая территория ирокезоязычного индейского племени мохоки, расположенная на пересечении границ Нью-Йорка, Онтарио и Квебека на южном берегу реки Святого Лаврентия в США и Канаде. Она включает в себя местность, где находятся устья рек Ракет и Сент-Реджис, и ряд островов на всех трёх реках. Основные языки — мохок и английский.
В Нью-Йорке Аквесасне совпадает с индейской резервацией Сент-Реджис. В Квебеке индейская резервация носит название Аквесасне 59, а в Онтарио Аквесасне 15.
Название Аквесасне у мохоков означает Земля, где куропатки барабанят.

## История
В 1673 году несколько семей мохоков поселились недалеко от Монреаля, а в 1680 году королём Франции было предоставлено иезуитам более 163 км² земли, чтобы они основали христианскую миссию и обратили мохоков в католицизм. В 1719 году миссия была основана и стала известна как Канаваке.
Из-за истощения земли в Канаваке и проблем с торговцами алкоголем в деревне, в середине 1750-х годов около 30 семей мигрировали вверх по реке примерно на 46 км, чтобы создать новую общину. Среди лидеров были братья и вожди Джон и Закари Тарбеллы. Семьи мохоков сопровождали миссионеры-иезуиты из Канаваке. Власти Новой Франции поддержали переселение, оплатив строительство лесопилки в новой миссии. С ростом напряжённости перед Семилетней войной, французы хотели сохранить ирокезов в качестве союзников и подальше от британского влияния. Жители общины поддерживали Францию в колониальных войнах и входили в Семь наций Канады.
Миссионеры сначала построили церковь из брёвен, а в 1795 году мохоки завершили строительство каменной церкви, которая стоит до сих пор. Во время войны за независимость США мохоки, онондага, сенека и кайюга были в союзе с англичанами против мятежных американских колонистов. Вынужденные уступить большую часть своих оставшихся земель в Нью-Йорке новому правительству после окончания войны, многие из ирокезов мигрировали в Канаду, где многие поселились в резервации Сикс-Нейшенс на реке Гранд-Ривер. Некоторые ирокезы присоединились к растущему сообществу в Аквесасне. В 1806 году онондага из бывшей миссии Осуигатчи были изгнаны со своих земель солдатами американской армии, многие из них оказались в резервации Сент-Реджис.

## География и население
Территория Аквесасне включает в себя часть реки Святого Лаврентия, устья рек Ракет и Сент-Реджис, а также ряд островов на этих трёх реках. Территория разделена между севером и югом американо-канадской границей. Северная часть разделена канадской провинциальной границей между Онтарио на западе и Квебеком на востоке.
Аквесасне состоит из трёх индейских резерваций:
- Аквесасне 15, Квебек, Канада (36,47 км²; 2413 чел., 2021 г.)
- Аквесасне 59, Онтарио, Канада (11,86 км²; 1788 чел., 2021 г.)
- Сент-Реджис, Нью-Йорк, США (54,3 км²; 3663 чел., 2020 г.)

Общая площадь Аквесасне составляет 102,63 км², на территории официально проживает 7864 человека, общее число зарегистрированных членов общины достигает 13 000 человек. Индейцы считают всю общину единым целым и имеют право свободно пересекать границу Канады и США.

## Правовая система
В 2016 году на территории была создана независимая правовая система коренных народов и суд для рассмотрения неуголовных преступлений в резервации. 32 новых закона охватывают гражданские дела, которыми занимаются глава юридической группы коренных народов, прокурор и два судьи.
Система не полагается на тюремные сроки, но использует восстановительное правосудие, чтобы принести разрешение между обвиняемым и истцом. Члены юридической команды не обязаны иметь юридическое образование, но обязаны пройти обучение и быть одобрены комиссией по рассмотрению.

## Экономика
Экономическими секторами Аквесасне являются сельское хозяйство, ремёсла, торговля и услуги, особенно в сферах строительства, транспорта и развития недвижимости.
Большое значение имеет теневая экономика. Поскольку территория мохоков находится на границе между Канадой и США, контрабандный табак, лёгкие и тяжёлые наркотики, полуавтоматическое и автоматическое оружие, поступающие из Соединённых Штатов, пересекают границу для продажи организованным преступным группам в Канаде.